# Bernd Lodewiges
Bernd Willem Hugo Manfred Overlack Lodewiges van Mynden, född 26 april 1909 i Swinemünde i Tyskland (nu Świnoujście i Polen), död 5 april 1994 i Ronneby, var en tysk-svensk målare och författare.
Han var son till rektorn Willem Lodewiges och konsertmusikern Amy Overlack och från 1942 gift med Karin Johansson. Efter universitetsstudier i Rostock och Münster samt några år som folkhögskolerektor kom Lodewiges som politisk flykting till Sverige 1937. Han arbetade först som författare och översättare och målade mer för sitt eget nöjes skull på sin fritid. Han publicerade ett stort antal noveller, barnsagor, uppsatser och essäer i svenska tidskrifter. I Norge utgav han 1939 en monografi över Einar Berger. 
Han var som konstnär autodidakt. Separat ställde han ut i Stockholm, Sätrabrunn, Svärdsjö och Borlänge. Han medverkade i samlingsutställningar med Dalakonstnärernas förening och på Studentsalongen i Uppsala. Hans konst består av stilleben, figurer, porträtt, stadsmotiv och landskap från Frisland, Dalarna och Stockholm i olja. 

### Fotnoter
1. ↑  Libris